# Вологез I (цар Парфії)
Вологез I (парф. Valgāš)(51—78) — цар Парфії з династії Аршакідів, син Вонона II. За часів Валгаша Парфянське царство пройшло крізь низку важких та тривалих воєн на усіх кордонах Парфії — на сході тривала війна з тохарами та саками, яких очолювали представники кушанського княжого роду (53 — 63 роки), війни з Римом за Вірменію (58 — 63 роки), тривалі аланські навали починаючи з 72 року й до самої смерті цього царя царів.

## Хронологія головних подій часівВалгаша
Перші датовані монети, які пов'язано з Валгашем, датовано 363 роком за ерою Селевкідів, тобто 51/52 р.
Наразі відомо, що однім з перших його рішень було передача влади над Мідією Атропатеною своєму братові Пакору.
Близько 52 р. цар Іберії Фарасман руками свого сина Радаміста вбив свого ж брата Мітрідата Вірменського та захопив владу у Вірменії. Скориставшись розпочатою Фарасманом війною, Валгаш у тому ж 52 р. стрімким маршем захопив Вірменію та оголосив вірменським царем свого брата Тірідата. В цей час Рим утримував війська на кордоні з Вірменією й будь-якої активної участі у вірменській війні не брав. З початком зими Радаміст знов захопив Вірменію, витиснувши звідти парфян.
53 р. Валгаш, під час кампанії проти царя залежного царства Адіабена, отримує звістку, що на східних кордонах тохари та саки «… зневажаючи його, наразі перебуваючого занадто далеко, великим військом спустошують Парфію…» Аршак, залишивши західні кордони рушив з військом на схід.
У 54 р. вірменська шляхта, невдоволена Радамістом, зчинила заколот. Радаміст втік до Іберії, трон Вірменії посів брат Валгаша Тірідат. Наприкінці цього ж року у Римі почалася активна підготовка до війни за Вірменію. На схід було відправлено додаткові військові контингенти та досить вправного військовика та політика Гнея Корбулона. Окрім зовнішніх у Валгаша виникла ще одна проблема — проти нього виступив син Вардан. Але до кінця року з заколотом Вардана було покінчено. Задля відтермінування прямого зіткнення з Римом під час заколоту Вардана, Валгаш відправив до Риму заручників.
Жахливий стан східних легіонів та протиріччя між командувачами певний час стримували римлян, але восени 57 р., Корбулон, знаючи, що Валгаш веде війну на східних кордонах Парфії проти тохарів та саків, та отримавши підтримку від царів Іберії та Комагени, вдерся до Вірменії.
Війна на два фронти — проти тохарів у Бактрії та проти Риму у Вірменії тривала до 63 р., коли Валгаш був вимушений визнати новостворену державу Кушан, уклавши з ними мирну угоду, та зміг зосередити усі сили на західному напрямі. До кінця цього ж року Валгаш отримав низку перемог над римлянами, які дали можливість укласти мир між Парфією та Римом, за яким царем Парфії залишається брат Валгаша Тірідат, але отримати діадему на вірменське царство він мав з рук римського імператора. Остаточно цю угоду було реалізовано у 66 р., коли Тірідат прибув до Риму, де було проведено церемонію його коронації.
Окремо слід зазначити, що за часів Валгаша на теренах парфянського царства починається активна підтримка Аршакідами відродження власне іранських культурних та релігійних традицій — все більшого застосування набуває арамейське письмо (легенди на монетах тощо), було видано наказ збирати всі залишки давніх зороастрійських текстів, було частково змінено символіку на монетах.
У 69 р., році чотирьох імператорів, після того, як Веспасіан проголосив себе імператором, Валгаш письмово запропонував йому допомогу у вигляді 40 тисяч вершників. Лист розпочинався зверненням «Цар царів Аршак вітає Флавія Веспасіана». Веспасіан відмовив Валгашу.
У 72 р. цар Коммагени уклав з Валгашем угоду проти Риму. Власне царство Коммагена було незначним, але мало важливе стратегічне значення — на його території знаходилася чи не найзручніша переправа через Євфрат. Внаслідок цих дій буферні царства Коммагена та Мала Вірменія стали римськими провінціями.
З антиримською угодою Валгаша та Антиоха Коммагенського дивним чином збіглася перша відома навала аланів до Закавказзя, які вщент розграбували і Мідію Атропатену, і Вірменію.
Для боротьби проти аланів Валгаш звернувся про допомогу до Веспасіана, але отримав відмову. Помер Валгаш близько 78 р., йому наслідував син Пакор (II).